# بايين نوايي محلة (مقاطعة فريدونكنار)
بايين نوايي محلة (بالإنجليزية: Pain Navai Mahalleh)‏ هي منطقة سكنية تقع في مازندران في إيران. يقدر عدد سكانها بـ 149 نسمة .